# Кожин, Михаил Анатольевич
Михаил Анатольевич Кожин — советский и российский рэндзист, двукратный чемпион СССР, трёхкратный чемпион России, двукратный победитель командных чемпионатов мира в составе сборной России (1996, 2000), бронзовый призёр чемпионата мира по гомоку (2013).

## Биография
Окончил физический факультет Московского государственного университета им. М. В. Ломоносова. Играет в рэндзю с 1984 года.
Неоднократно выигрывал чемпионаты СССР (1990, 1991), неоднократно завоевывал звание чемпиона России (1993, 1998, 1999). Семикратный участник финальной стадии чемпионата мира, занимал последовательно 8 (1989, Киото), 8 (1991, Москва), 4 (1993, Арьеплог (Швеция), лучший из россиян), 8 (1997, Санкт-Петербург), 6 (1999, Пекин), 10 (2007, Тюмень), 10 (2009, Пардубице (Чехия)) места.
Михаил также участвовал и в командных чемпионатах мира, завоевав в составе сборной России две золотых медали (1996, 2000).
Михаил участвовал в целом ряде чемпионатов Европы, на втором (1995, Санкт-Петербург) завоевав серебряную медаль. Спустя много лет, в 2010 году, в Карепе (Эстония) ему удалось завоевать ещё одну медаль чемпионата Европы, на этот раз бронзовую.
Некоторое время проживал в США, приняв участие в чемпионате США по рэндзю и выиграв его. Несколько лет назад вернулся в Россию.
На прошедшем чемпионате мира по гомоку (2013, Таллин) успешно прошёл квалификацию, попав в финальную стадию, где завоевал бронзовую медаль. В 2014 году, в Праге, в составе сборной России стал серебряным призёром чемпионата Европы по гомоку.

## Звон камней
В 1997 году совместно с А. Носовским им была выпущена книга под названием «Звон камней», пособие по дебютной теории, до сих пор рекомендуемое как лучшее Ассоциацией рэндзистов России.